# Nideban
Nideban es una ciudad censal situada en el distrito de Latur en el estado de Maharashtra (India). Su población es de 8249 habitantes (2011). Se encuentra a 64 km de Latur.

## Demografía
Según el censo de 2011 la población de Nideban era de 8249 habitantes, de los cuales 4344 eran hombres y 3905 eran mujeres. Nideban tiene una tasa media de alfabetización del 86,12%, superior a la media estatal del 82,34%: la alfabetización masculina es del 89,21%, y la alfabetización femenina del 82,71%.